# Spirotaenia condensata
Spirotaenia condensata là một loài Song tinh tảo trong họ Mesotaeniaceae, thuộc chi Spirotaenia.